# 考德威爾派因斯 (加利福尼亞州)
考德威爾派恩斯（英語：Caldwell Pines）是位於美國加利福尼亞州萊克縣的一個非建制地區。該地的面積和人口皆未知。

## 地理
考德威爾派恩斯的座標為38°50′44″N 122°48′29″W / 38.84556°N 122.80806°W，而該地的平均海拔高度為882米（即2730英尺）。